# Hubbardston
Hubbardston is een plaats (village) in de Amerikaanse staat Michigan, en valt bestuurlijk gezien onder Clinton County en Ionia County.

## Demografie
Bij de volkstelling in 2000 werd het aantal inwoners vastgesteld op 394.
In 2006 is het aantal inwoners door het United States Census Bureau geschat op 397, een stijging van 3 (0.8%).

## Geografie
Volgens het United States Census Bureau beslaat de plaats een oppervlakte van
4,2 km², waarvan 4,1 km² land en 0,1 km² water. Hubbardston ligt op ongeveer 208 m boven zeeniveau.

## Plaatsen in de nabije omgeving
De onderstaande figuur toont nabijgelegen plaatsen in een straal van 16 km rond Hubbardston.